# Segura (Idanha-a-Nova)
Segura era una freguesia portuguesa del municipio de Idanha-a-Nova, distrito de Castelo Branco.

## Historia
Fue villa y cabeza de municipio entre 1510 y 1836, cuando fue anexionada al municipio de Salvaterra do Extremo; en 1801, tenía 574 habitantes.
Dentro de su término estaba uno de los puestos fronterizos con España, utilizando como límite y paso entre países el Puente romano de Segura sobre el río Erjas, cauce que sirve de frontera entre ambas naciones.
Fue suprimida el 28 de enero de 2013, en aplicación de una resolución de la Asamblea de la República portuguesa promulgada el 16 de enero de 2013 al unirse con la freguesia de Zebreira, formando la nueva freguesia de Zebreira e Segura.